# Nadja Drygalla
Nadja Drygalla, née le 31 mars 1989 à Rostock, est une rameuse d'aviron allemande. Le 3 août 2012, alors qu'elle participe aux JO de Londres, la presse allemande révèle qu'elle fréquente un cadre du parti d'extrême-droite allemand NPD, ce qui l'oblige à quitter le Village olympique et à abandonner les Jeux ; elle était d'ailleurs déjà éliminée en repêchages,.